# Wit-Russische Socialistische Sovjetrepubliek
De Wit-Russische of Belarussische Socialistische Sovjetrepubliek (BSSR) (Wit-Russisch: Беларуская Савецкая Сацыялістычная Рэспубліка; Belaroeskaja Savjetskaja Satsyjalistytsjnaja Respoeblika , Russisch: Белору́сская Сове́тская Социалисти́ческая Респу́блика; Beloroesskaja Sovjetskaja Sotsialistitsjeskaja Respoeblika) was een federaal land binnen de Sovjet-Unie. Het werd opgericht op 1 januari 1919 uit de Litouws-Wit-Russische Socialistische Sovjetrepubliek en de Tweede Poolse Republiek die vanaf de oprichting van de Sovjet-Unie in 1922 tot 1941 en van 1943 tot het uiteenvallen van de Sovjet-Unie in 1991 onderdeel was van de Sovjet-Unie. 
In het westen grensde het aan Polen. Binnen de Sovjet-Unie grensde het aan de Litouwse SSR en de Letse SSR in het noorden, de Russische SFSR in het oosten en de Oekraïense SSR in het zuiden.

## Historie
Tijdens de Tweede Wereldoorlog in 1939 werd het grondgebied van Wit-Rusland meer dan verdubbeld door de inlijving van voornamelijk door Wit-Russen bewoonde gebieden van oostelijk Polen. Toen de Wit-Russische SSR door de Duitsers bezet was (1941-1944) werd het onderdeel van de rijkscommissariaten Ostland en Oekraïne en de Bezirk Bialystok. In 1943 kreeg de Wit-Russische SSR het grootste gedeelte van haar grondgebied terug maar een klein deel in het zuidwesten werd aan de Volksrepubliek Polen toegewezen.
In 1945 werden enkele amendementen op de grondwet van de Wit-Russische SSR aangenomen, die het toestonden om als een aparte entiteit voor de internationale wetgeving naar buiten te treden, zij het alleen in bepaalde gevallen en met een zekere reikwijdte, terwijl het op hetzelfde moment ook onderdeel bleef van de Sovjet-Unie. Deze amendementen hadden vooral hun belang doordat het de Wit-Russische SSR toestond om een van de leden te worden die de Verenigde Naties stichtten gezamenlijk met de Sovjet-Unie en de Oekraïense SSR. Dit betekende in de praktijk echter niets anders dan dat de Sovjet-Unie extra zetels (en dus extra stemmen) kreeg in de VN, aangezien de Wit-Russische SSR geen onafhankelijke stem had in het buitenlands beleid.
Op 25 augustus 1991 werd de Wit-Russische SSR hernoemd tot republiek Wit-Rusland en afgescheiden van de Sovjet-Unie, waarmee het een onafhankelijke staat werd. De hoofdstad was (en bleef) Minsk.